# Lie for a Lie
„Lie for a Lie“ je jediný sólový singl britského bubeníka Nicka Masona, člena kapely Pink Floyd. Singl pochází z alba Profiles, které vytvořil Mason společně s kytaristou Rickem Fennem. Vyšel na podzim 1985 (viz 1985 v hudbě).
Singl „Lie for a Lie“ byl vydán ve dvou verzích. Standardní singl na sedmipalcové gramofonové desce obsahuje kromě písně „Lie for a Lie“ i instrumentální skladbu „And the Adress“, pocházející rovněž z alba Profiles. Na EP verzi na dvanáctipalcové desce se nachází prodloužená verze písně „Lie for a Lie“ a instrumentálky „And the Adress“ a „Mumbo Jumbo“ (obě z Profiles).
V písni „Lie for a Lie“ zpívají kytarista a zpěvák Pink Floyd David Gilmour a zpěvačka Maggie Reillyová, známá svou spoluprací s multiinstrumentalistou Mikem Oldfieldem.

## Seznam skladeb

### 7" verze
1. „Lie for a Lie“ (Fenn, Mason/Peyronel) – 3:16
2. „And the Adress“ (Fenn, Mason) – 2:45

### 12" verze
1. „Lie for a Lie (Extended Version)“ (Fenn, Mason/Peyronel) – 5:54
2. „And the Adress“ (Fenn, Mason) – 2:45
3. „Mumbo Jumbo“ (Fenn, Mason) – 3:53